# Tom Gullikson
Tom Gullikson (* 8. September 1951 in La Crosse, Wisconsin) ist ein ehemaliger US-amerikanischer Tennisspieler und Tennistrainer.

## Leben
Gullikson und sein Zwillingsbruder Tim besuchten die Northern Illinois University. 1985 gewann er seinen ersten und einzigen Einzeltitel. Zudem stand er mit seinem Bruder Tim zwei Mal in einem Doppelfinale, sie unterlagen jedoch jeweils. 1978 gewann er an der Seite seines Bruders drei Doppeltitel sowie einen vierten zusammen mit Gene Mayer. Von den insgesamt 15 Doppeltiteln seiner Karriere gewann er zehn zusammen mit seinem Bruder. Seine höchste Notierung in der Tennis-Weltrangliste erreichte er 1984 mit Position 34 im Einzel sowie 1983 mit Position vier im Doppel.
Sein bestes Einzelresultat bei einem Grand-Slam-Turnier war die Viertelfinalteilnahme bei den US Open 1982. In der Doppelkonkurrenz erreichte er 1983 mit seinem Bruder das Finale von Wimbledon, sie unterlagen jedoch Peter Fleming und John McEnroe in drei Sätzen. Weiterhin stand er im Halbfinale der Australian Open und der US Open. 1984 gewann er die Mixedkonkurrenz der US Open an der Seite von Manuela Maleewa. Sie besiegten im Finale John Fitzgerald und Elizabeth Sayers in drei Sätzen.
Nach dem Ende seiner Profikarriere wurde er Tennistrainer bei der United States Tennis Association (USTA), wo er unter anderem Todd Martin, Jennifer Capriati und Andy Roddick betreute. Zwischen 1994 und 1999 war er Teamchef des US-amerikanischen Davis-Cup-Teams, welches 1995 den Davis Cup gewinnen konnte. 1996 war er Trainer des US-amerikanischen Tennisteams bei den Olympischen Sommerspielen 1996 in Atlanta, bei denen Andre Agassi die olympische Goldmedaille gewann.

## Erfolge
| Legende                       |
| Grand Slam (1)                |
| Tennis Masters Cup            |
| ATP Masters Series            |
| ATP International Series Gold |
| ATP International Series (16) |

### Einzel

#### Turniersiege
| Nr. | Datum         | Turnier | Belag | Finalgegner | Ergebnis |
| --- | ------------- | ------- | ----- | ----------- | -------- |
| 1.  | 14. Juli 1985 | Newport | Rasen | John Sadri  | 6:3, 7:5 |

#### Finalteilnahmen
| Nr. | Datum            | Turnier      | Belag         | Finalgegner   | Ergebnis      |
| --- | ---------------- | ------------ | ------------- | ------------- | ------------- |
| 1.  | 5. März 1978     | Miami        | Teppich (i)   | Ilie Năstase  | 3:6, 5:7      |
| 2.  | 5. November 1978 | Paris        | Hartplatz (i) | Bob Lutz      | 2:6, 2:6, 6:7 |
| 3.  | 2. November 1980 | Tokio Indoor | Teppich (i)   | Jimmy Connors | 1:6, 2:6      |
| 4.  | 19. Juni 1983    | Bristol      | Rasen         | Johan Kriek   | 6:7, 5:7      |

### Doppel

#### Turniersiege
| Nr. | Datum            | Turnier      | Belag       | Partner         | Finalgegner                    | Ergebnis      |
| --- | ---------------- | ------------ | ----------- | --------------- | ------------------------------ | ------------- |
| 1.  | 5. März 1978     | Miami        | Teppich (i) | Gene Mayer      | Bob Carmichael Brian Teacher   | 7:6, 6:3      |
| 2.  | 16. Juli 1978    | Newport      | Rasen       | Tim Gullikson   | Colin Dibley Bob Giltinan      | 6:4, 6:4      |
| 3.  | 20. August 1978  | Stowe        | Hartplatz   | Tim Gullikson   | Mark Edmondson Kim Warwick     | 3:6, 7:6, 6:3 |
| 4.  | 8. Oktober 1978  | Maui         | Hartplatz   | Tim Gullikson   | Peter Flemming John McEnroe    | 7:6, 7:6      |
| 5.  | 17. Juni 1979    | Queen’s Club | Rasen       | Tim Gullikson   | Marty Riessen Sherwood Stewart | 6:4, 6:4      |
| 6.  | 23. Juni 1979    | Surbiton     | Rasen       | Tim Gullikson   | Pat Dupre Marty Riessen        | 6:4, 6:4      |
| 7.  | 24. August 1980  | Atlanta      | Hartplatz   | Butch Walts     | Anand Amritraj John Austin     | 6:7, 7:6, 7:5 |
| 8.  | 19. April 1981   | Los Angeles  | Hartplatz   | Butch Walts     | John McEnroe Ferdi Taygan      | 6:4, 6:4      |
| 12. | 4. April 1982    | Zürich       | Teppich     | Sammy Giammalva | Wojciech Fibak John Fitzgerald | 6:4, 6:2      |
| 9.  | 2. Mai 1982      | Tampa        | Hartplatz   | Tim Gullikson   | Brian Gottfried Hank Pfister   | 6:2, 6:3      |
| 10. | 20. Juni 1982    | Bristol      | Rasen       | Tim Gullikson   | Mark Edmondson Kim Warwick     | 6:4, 7:6      |
| 11. | 24. Oktober 1982 | Tokio        | Teppich     | Tim Gullikson   | John McEnroe Peter Rennert     | 6:4, 3:6, 7:6 |
| 13. | 20. März 1983    | Rotterdam    | Teppich     | Fritz Buehning  | Peter Fleming Pavel Složil     | 7:6, 4:6, 7:6 |
| 14. | 11. März 1984    | Brüssel      | Teppich     | Tim Gullikson   | Kevin Curren Steve Denton      | 6:4, 6:7, 7:6 |
| 15. | 20. Oktober 1985 | Basel        | Teppich     | Tim Gullikson   | Mark Dickson Tim Wilkison      | 4:6, 6:4, 6:4 |

#### Finalteilnahmen
| Nr. | Datum              | Turnier                 | Belag         | Partner        | Finalgegner                        | Ergebnis                |
| --- | ------------------ | ----------------------- | ------------- | -------------- | ---------------------------------- | ----------------------- |
| 1.  | 10. Juli 1977      | Newport (1)             | Rasen         | Tim Gullikson  | Ismail El Shafei Brian Fairlie     | 7:6, 3:6, 6:7           |
| 2.  | 18. September 1977 | Woodlands Doubles       | Hartplatz     | Tim Gullikson  | Tom Okker Marty Riessen            | 6:3, 3:6, 3:6, 6:4, 1:6 |
| 3.  | 5. Februar 1978    | Little Rock             | Hartplatz (i) | Tim Gullikson  | Colin Dibley Geoff Masters         | 6:7, 3:6                |
| 4.  | 15. April 1979     | Tulsa                   | Hartplatz     | Colin Dibley   | Francisco González Eliot Teltscher | 7:6, 5:7, 3:6           |
| 5.  | 12. August 1979    | Columbus                | Sand          | Tim Gullikson  | Brian Gottfried Bob Lutz           | 6:4, 3:6, 6:7           |
| 6.  | 1. März 1981       | Memphis (1)             | Teppich (i)   | Mike Cahill    | Gene Mayer Sandy Mayer             | 6:7, 7:6, 6:7           |
| 7.  | 24. Oktober 1982   | Tokio                   | Sand          | Tim Gullikson  | Sherwood Stewart Ferdi Taygan      | 1:6, 6:3, 6:7           |
| 8.  | 20. Februar 1983   | Memphis (2)             | Teppich (i)   | Tim Gullikson  | Peter McNamara Paul McNamee        | 3:6, 7:5, 4:6           |
| 9.  | 19. Juni 1983      | Bristol                 | Rasen         | Johan Kriek    | John Alexander John Fitzgerald     | 5:7, 4:6                |
| 10. | 3. Juli 1983       | Wimbledon Championships | Rasen         | Tim Gullikson  | Peter Fleming John McEnroe         | 4:6, 3:6, 4:6           |
| 11. | 10. Juli 1983      | Newport (2)             | Rasen         | Tim Gullikson  | Vijay Amritraj John Fitzgerald     | 3:6, 4:6                |
| 12. | 14. August 1983    | Montreal                | Hartplatz     | Tim Gullikson  | Sandy Mayer Ferdi Taygan           | 3:6, 4:6                |
| 13. | 21. August 1983    | Stowe                   | Hartplatz     | Fritz Buehning | Brad Drewett Kim Warwick           | 6:4, 5:7, 2:6           |
| 14. | 16. Dezember 1984  | Sydney                  | Rasen         | Scott McCain   | Paul Annacone Christo van Rensburg | 6:7, 5:7                |

### Mixed

#### Turniersiege
| Nr. | Datum             | Turnier | Belag     | Partner         | Finalgegner                      | Ergebnis      |
| --- | ----------------- | ------- | --------- | --------------- | -------------------------------- | ------------- |
| 1.  | 9. September 1984 | US Open | Hartplatz | Manuela Maleewa | John Fitzgerald Elizabeth Sayers | 2:6, 7:5, 6:4 |